# Fabian Joseph
Fabian Gerard Joseph, född 5 december 1965 i Sydney i Nova Scotia, är en kanadensisk före detta ishockeyspelare.
Joseph blev olympisk silvermedaljör i ishockey vid vinterspelen 1994 i Lillehammer.